# Ousón
Ousón (llamada oficialmente Santo Adrao de Ousón) es una parroquia y una aldea española del municipio de Becerreá, en la provincia de Lugo, Galicia.

## Organización territorial
La parroquia está formada por una entidad de población:
- Ousón

## Demografía
| Gráfica de evolución demográfica de Ousón entre 2000 y 2019 |
|                                                             |
| Datos según el nomenclátor publicado por el INE.            |